# مردی که دنیا را فروخت (آلبوم)
مردی که دنیا را فروخت (انگلیسی: The Man Who Sold the World) سومین آلبوم استودیویی موسیقی‌دان انگلیسی دیوید بویی است. این آلبوم در اصل در ۴ نوامبر ۱۹۷۰ توسط مرکوری رکوردز در ایالات متحده و در ۱۰ آوریل ۱۹۷۱ در پادشاهی متحده منتشر شد. تهیه‌کنندگی این آلبوم بر عهده تونی ویسکانتی بود و آن را در آوریل تا می ۱۹۷۰ در استودیوهای ترایدنت و ادویژن در لندن ضبط کرد. این نخستین حضور گیتاریست میک رانسن و درامر میک وودمنزی در ضبط بویی است که بعداً به عنوان اعضای اسپایدز فرام مارس مشهور شدند.
پس از آلبوم پیشین و هم‌عنوان بویی در سال ۱۹۶۹ که صدای آکوستیک و فولک راک را در بر می‌گرفت، مردی که دنیا را فروخت با عناصری از بلوز راک به سوی هارد راک حرکت کرد. اشعار آلبوم همچنین نسبت به انتشارهای پیشین او تیره‌تر هستند و به بررسی مضامین جنون، دین، فناوری و جنگ می‌پردازند. هیچ‌یک از ترانه‌های این آلبوم به عنوان تک‌آهنگ‌های رسمی منتشر نشدند، اگرچه برخی از قطعه‌ها بین سال‌های ۱۹۷۰ و ۱۹۷۳ به عنوان بی-سایدهای سایر تک‌آهنگ‌های بویی منتشر می‌شدند. در ابتدا عنوان آلبوم متروبولیست از نمایشی از فیلم متروپلیس فریتس لانگ در ۱۹۲۷ نام گرفته بود، اما در آخرین لحظه توسط مرکوری بدون مشورت بویی تغییر یافت.
این آلبوم با آرت‌ورک متفاوت در ایالات متحده و پادشاهی متحده منتشر شد. برای انتشار ایالات متحده، آرت‌ورک آلبوم یک طراحی کارتونی از یک گاوچران‌مانند در مقابل یک پناهگاه بود. این آرت‌ورک توسط مایکل جی. ولر و بر اساس تصویری از بازیگر جان وین طراحی شده‌است. بوسی نسبت به کاور آلبوم بی‌میل بود، بنابراین او کیت مک‌میلان را برای تصویربرداری کاور دیگری انتخاب کرد. تصویر نهایی، که بویی با لباس آبی رنگی را که توسط طراح مد مایکل فیش طراحی شده‌است در آن حضور دارد، به عنوان کاور برای انتشار در پادشاهی متحده استفاده شد. مردی که دنیا را فروخت توسط آرسی‌ای رکوردز در سال ۱۹۷۲ مجدداً منتشر شد، و در آن یک تصویر سیاه و سفید از شخصیت وقت بویی، زیگی استارداست در جلد وجود داشت، اما با انتشار مجدد آن از سال ۱۹۹۰، آرت‌ورک اصلی پادشاهی متحده احیا شد.
مردی که دنیا را فروخت در ایالات متحده در مقایسه با پادشاهی متحده، از سوی منتقدان موسیقی بیش‌تر مورد استقبال قرار گرفت. با این وجود، این یک شکست تجاری در هر دو کشور بود؛ اما نسخهٔ مجدد در سال ۱۹۷۲ موفق به وارد شدن به جدول‌های ایالات متحده و پادشاهی متحده شد. با نگاهی گذشته‌نگر، این آلبوم توسط منتقدان بخاطر اجرای بند و ماهیت پریشان‌کننده از موسیقی و شعرهایش تحسین شده‌است، و بسیاری آن را آغاز «دوره کلاسیک» بویی می‌دانند. مردی که دنیا را فروخت از آن زمان چندین بار مجدداً منتشر و در سال ۲۰۲۰ برای پنجاهمین سالگرد آن تحت عنوان اصلی خود متروبولیست، مجدداً بازآمیزی شد.

## فهرست قطعه‌ها
تمام قطعه‌ها را دیوید بویی نوشته‌است.
طرف نخست
1. «عرض یک دایره» – ۸:۰۵
2. «همهٔ مردان مجنون» – ۵:۳۸
3. «کانتری راک سیاه» – ۳:۳۲
4. «بالاخره» – ۳:۵۲

طرف دوم
1. «رانینگ گان بلوز» – ۳:۱۱
2. «ماشین نجات‌دهنده» – ۴:۲۵
3. «او مرا سرد کرد» – ۴:۱۳
4. «مردی که دنیا را فروخت» – ۳:۵۵
5. «سوپرمن» – ۳:۳۸